# Búricos
Búricos (en grec antic: Βούριχος, 'Búrikhos', en llatí: Burichus) va ser un dels comandants de Demetri Poliorcetes durant el combat naval a la vora de Salamina de Xipre l'any 306 aC, diu Diodor de Sicília.
Segons diu Ateneu de Nàucratis, basant-se en un text de Demòcares, era un dels aduladors de Demetri, a qui els atenencs van erigir un heròon i un altar.